# Солнечний (Солнечний район)
Со́лнечний (рос. Солнечный) — селище міського типу, центр Солнечного району Хабаровського краю, Росія. Адміністративний центр Солнечного міського поселення.

## Населення
Населення — 12253 осіб у 2023 (13048 у 2010; 14415 у 2002).